# La Légende de Toki
La Légende de Toki (銀の聖者 北斗の拳 トキ外伝, Hokuto no Ken Toki Gaiden) est un manga écrit par Tetsuo Hara et dessiné par Yuka Nagate. Il a été prépublié dans le Weekly Comic Bunch entre 2007 et 2008, et a été compilé en un total de 6 tomes au 8 janvier 2009. Il est publié en France par les éditions Kazé depuis juin 2011 et les 6 tomes sont disponibles depuis avril 2012.
Il s'agit d'une série dérivée basée sur l'univers de Hokuto no Ken / Ken le Survivant.

## Manga

### Fiche technique
- Édition japonaise : Shinchosha
  - Nombre de volumes sortis : 6 (terminé)
  - Date de première publication : décembre 2007
  - Prépublication : Weekly Comic Bunch
- Édition française : Kazé Manga/Crunchyroll
  - Nombre de volumes sortis : 6 (terminé)
  - Date de première publication : juin 2011
  - Format : 127 mm x 182 mm
  - 196 pages par volume

### Liste des volumes et chapitres
| no | Japonais        | Japonais          | Français        | Français          |
| no | Date de sortie  | ISBN              | Date de sortie  | ISBN              |
| -- | --------------- | ----------------- | --------------- | ----------------- |
| 1  | 8 décembre 2007 | 978-4-10-771368-1 | 23 juin 2011    | 978-2-82030-142-0 |
| 2  | 8 mars 2008     | 978-4-10-771383-4 | 19 août 2011    | 978-2-82030-188-8 |
| 3  | 9 juin 2008     | 978-4-10-771404-6 | 13 octobre 2011 | 978-2-82030-215-1 |
| 4  | 9 août 2008     | 978-4-10-771415-2 | 1 décembre 2011 | 978-2-82030-247-2 |
| 5  | 8 novembre 2008 | 978-4-10-771432-9 | 1 février 2012  | 978-2-82030-286-1 |
| 6  | 8 janvier 2009  | 978-4-10-771451-0 | 4 avril 2012    | 978-2-82030-323-3 |